# خوب‌یارلی (جبراییل)
خوب‌یارلی (به لاتین: Xubyarlı) یک منطقه مسکونی در جمهوری آذربایجان است که در شهرستان جبراییل واقع شده است.